# Саманна глина
Саманна глина (рос. саманная глина, англ. adobe, нім. Luftziegelton) — глинисто-алевритові (суглинкові) осади пустельних улоговин на південному заході Півн. Америки.
Використовується для виготовлення саманної цегли (глинистий розчин плюс солом'яна січка або полова, костриця тощо), яку висушують на сонці і використовують для одноповерхових будівель.